# Max Bill
Max Bill  (Winterthur, Svájc, 1908. december 22. – Berlin, 1994. december 9.) svájci építész, festő, szobrász, művészeti író, ipari formatervező.

## Életpályája
Max Bill 1924 és 1927 közt ezüstművességet tanult a zürichi iparművészeti iskolában. 17 éves volt, amikor 1925-ben meghívták egy párizsi nemzetközi iparművészeti kiállításra, e kiállításon megcsodálta Le Corbusier és más hírességek alkotásait. 1927-28-ban Dessauban folytatta tanulmányait a Bauhaus iskolában, itt tanítottak ekkor: Josef Albers, Kandinszkij, Paul Klee, Moholy-Nagy László, Oskar Schlemmer.
1931-ben már az „Abstraction-Création” csoportban dolgozik Bill.
1944-45-ben tanári állást kapott a zürichi iparművészeti iskolában. Ebben az időben kötött barátságot Georges Vantongerloo (1886-1965) belga festő és szobrászművésszel és František Kupka cseh festővel. 1951-53 közt társalapítója volt Ulmban a modern iskolatervezésnek, majd visszatért Zürichbe. Híres iparművészeti tervezése az ulmi szék, amelyet, asztalnak, széknek, tálcának, polcnak is lehet használni. Részt vett a Documenta 1 (1955), a Documenta II (1959), valamint a Documenta III (1964) kiállításain Kasselben, ekkor ő már befutott designer volt. Bill tervezte és szervezte 1964-ben a svájci építészeti kiállítást Lausanne-ban.
Bill politikai felfogását tekintve antifasiszta volt, hidegháború ellenes és ellenezte az Amerikai Egyesült Államok vietnámi háborúját is. Az 1950-es évektől kezdve egyre nagyobb aggodalommal töltötték el a környezetvédelemmel kapcsolatos kérdések. 1967-ben meghívták a hamburgi egyetemre, ahol 1974-ig környezetvédelmi tervezést tanított.

## Stílusa
Sokoldalú munkásságának fő területe a modern ipari formatervezés és a szobrászat. A konstruktivizmushoz, a Bauhaushoz és az absztrakt művészethez kapcsolódott, amelyeket egyénien alakított, saját felfogása szerint. Matematikai szigorúságú művészete a ráció örömén alapszik. Számos hazai és nemzetközi díjban részesült, 1968-ban kapta meg Zürich város díját, 1979-ben szülővárosa kulturális díját. Nemcsak Európában, hanem Brazíliában (São Paulo-i Biennale, 1951) és Japánban is kiállított és kitüntetéseket kapott.

## Családja
1931-ben kötötte meg első házasságát, felesége csellista és fotós volt, házasságukból egy fiúgyermek, Jakob Bill született 1942-ben. Bill első felesége 1988-ban meghalt, Bill 1991-ben kötötte meg második házasságát, feleségül vette a vele már régebb óta együtt dolgozó művészettörténészt. Bill 1994-ben váratlanul meghalt a berlini Tegel repülőtéren. Özvegye és fia vitette haza hamvait Zürichbe.

## Galéria

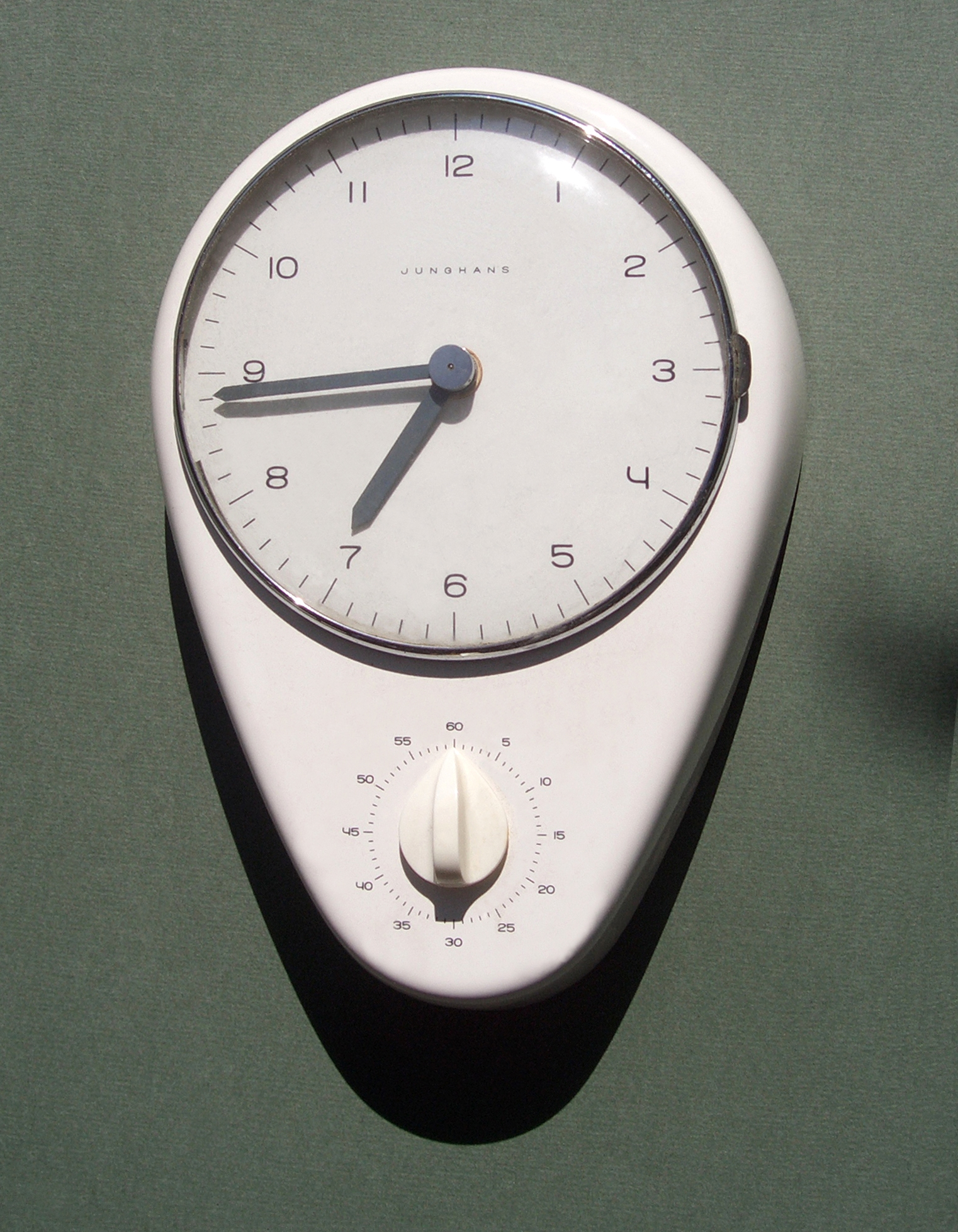
Konyhai óra időzítővel (1951)
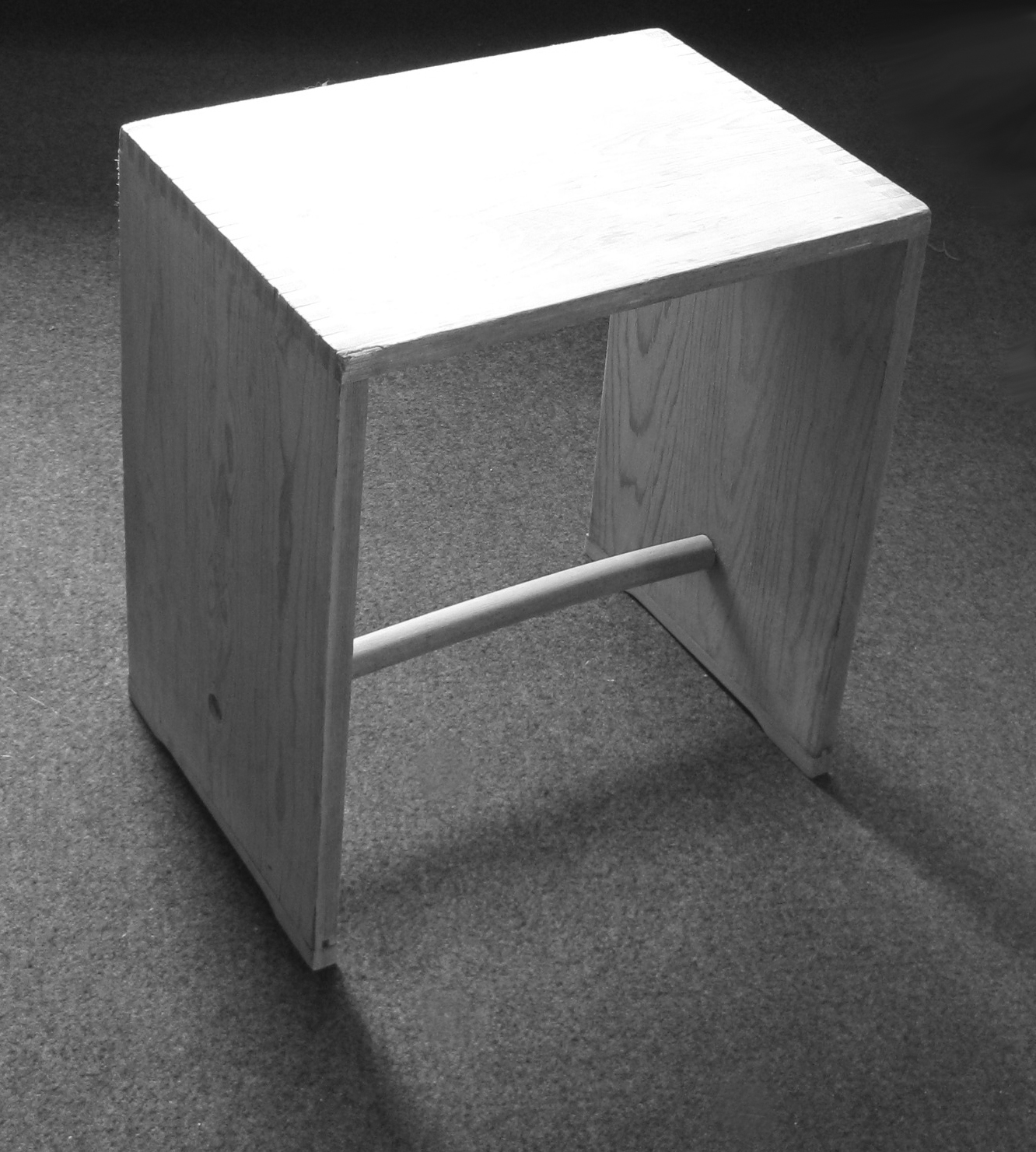
Ulmi szék (1954)
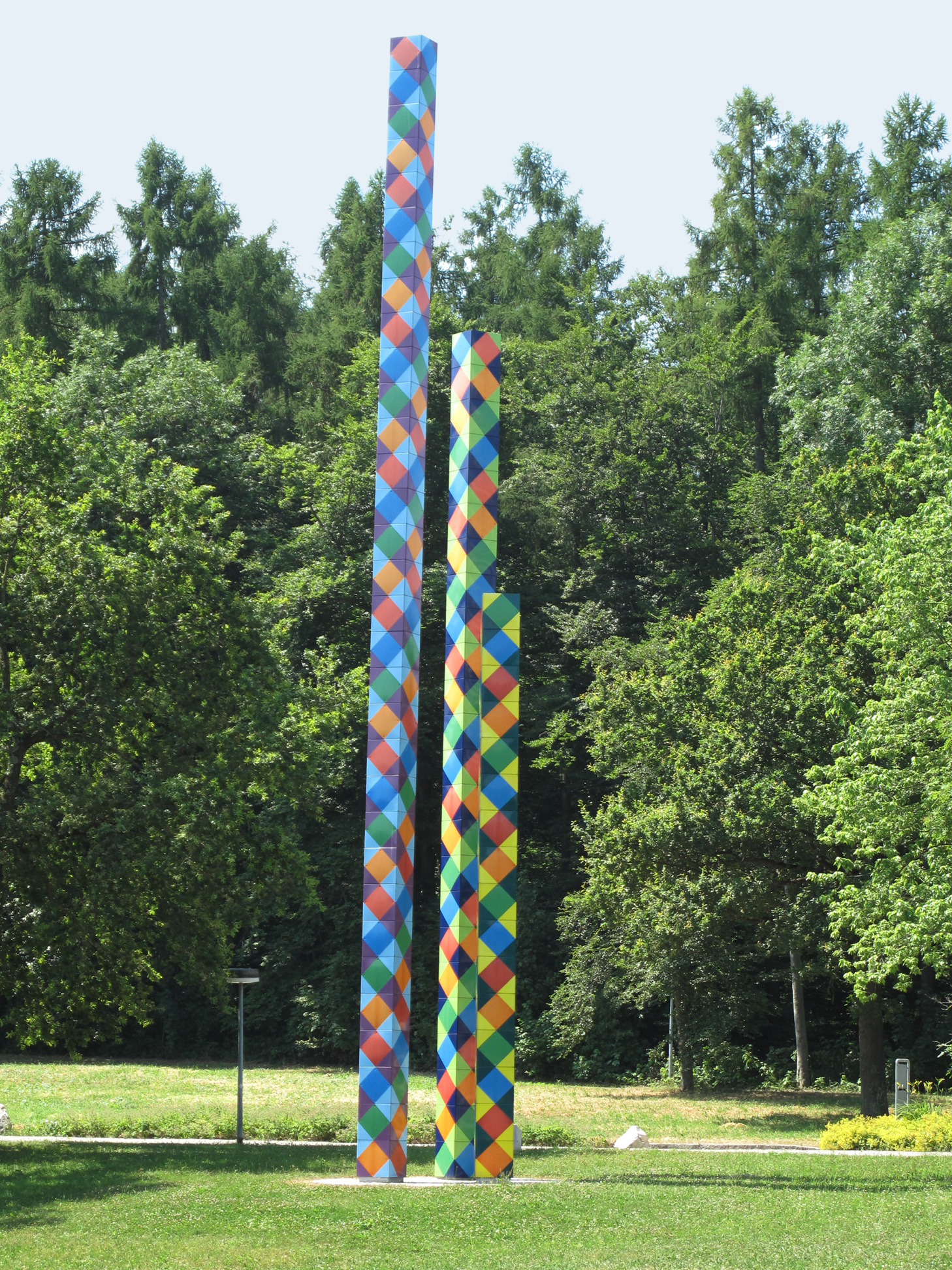
Három szobor (1977)
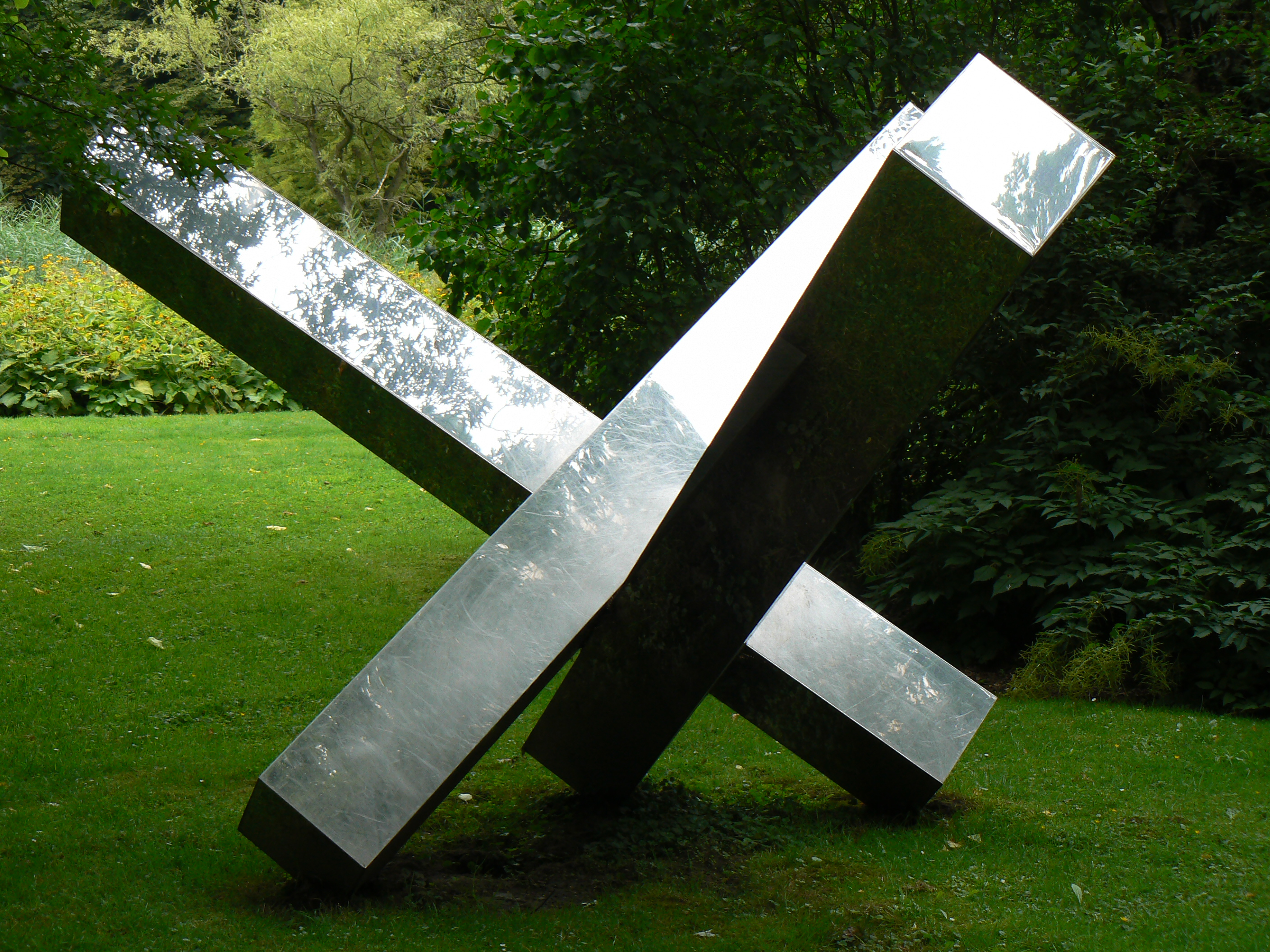
Szobra a Bottropi Szoborparkban (1979)
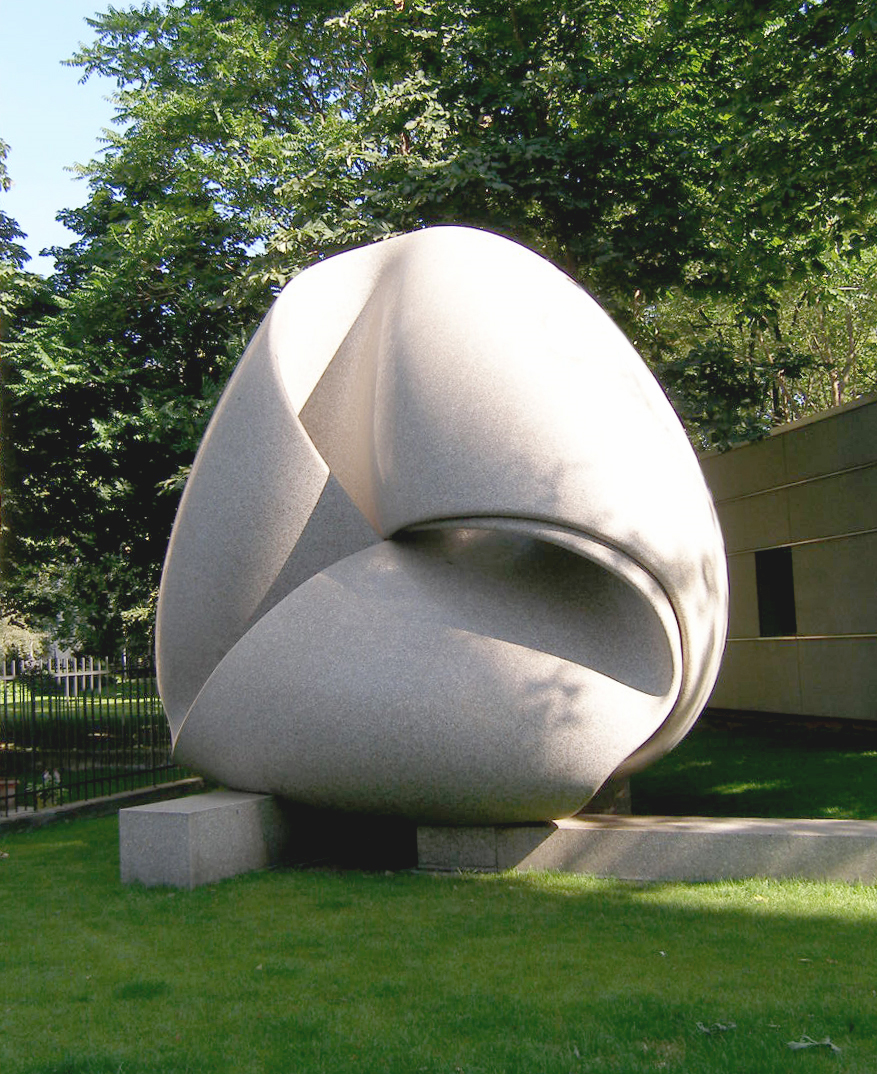
Folytonosság (1986)
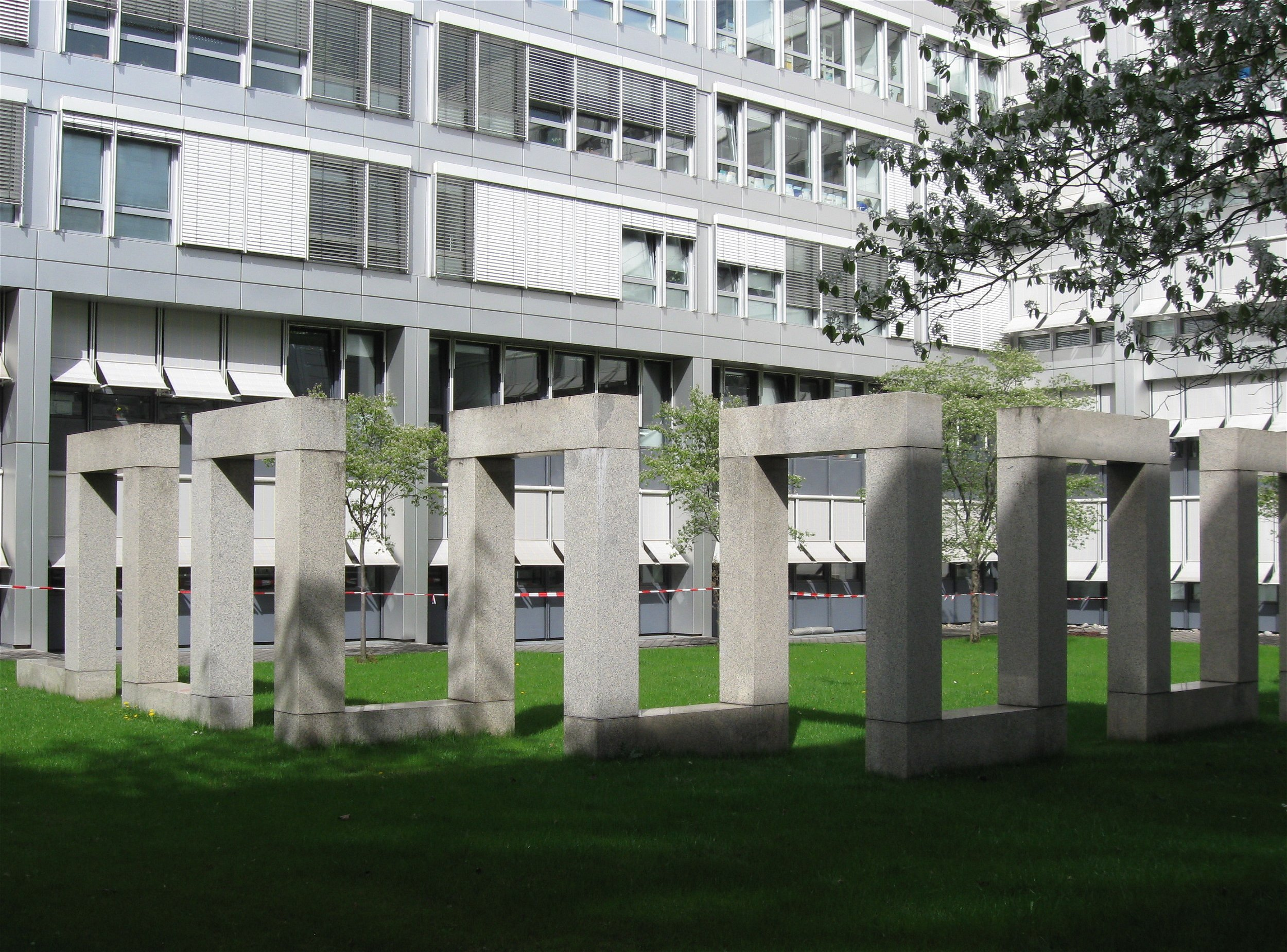
Ritmus az űrben (1994)